# Soutěž fasád města Paříže

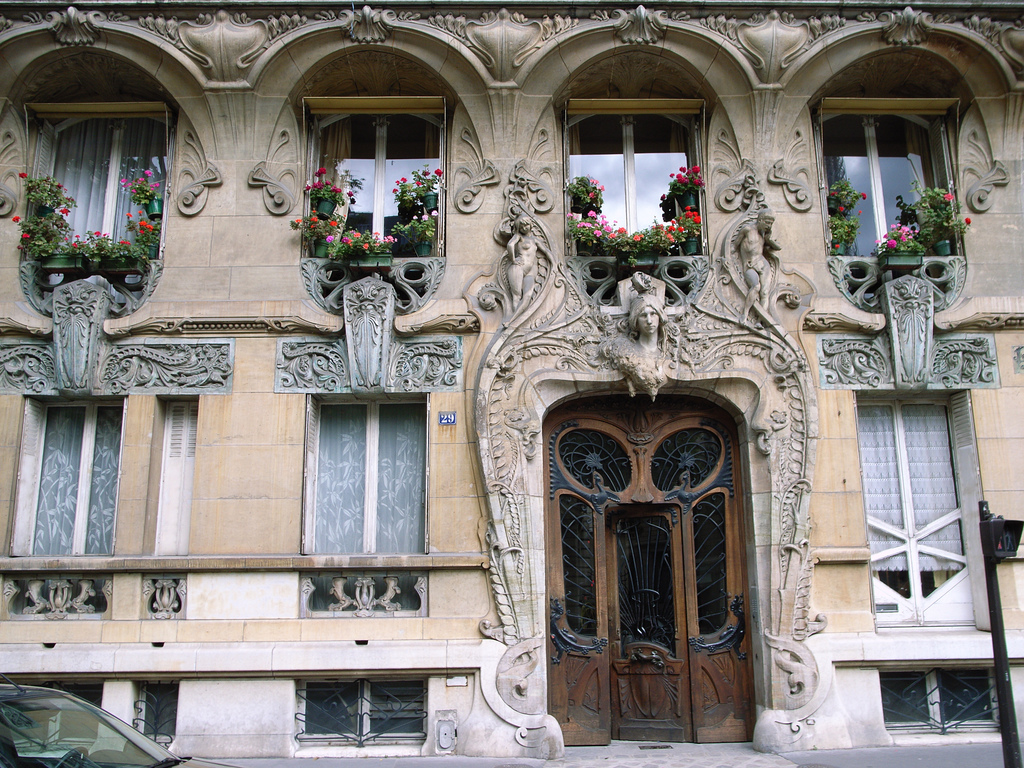
Detail fasády na Avenue Rapp č. 29 (1901)

Soutěž fasád města Paříže (francouzsky Concours de façades de la ville de Paris) byla architektonická soutěž, kterou vyhlašovalo město Paříž na počátku 20. století. V soutěži byly každoročně hodnoceny nejhezčí fasády domů, které byly nově postaveny.

## Historie
Soutěž se konala pravidelně každý rok od 1898 do konce 30. let s přerušením během první světové války. Ocenění obdrželo vždy několik domů dokončených během roku.
Soutěž byla založena po vytyčení ulice Rue Réaumur roku 1897. Město Paříž se inspirovalo podobnou soutěží pořádanou v Bruselu na konci 19. století. Soutěž měla původně podpořit vznik originálních staveb pouze v této ulici, ale nakonec byla rozšířena na celou Paříž.

## Výběr ocenění
- 1898:
  - Hector Guimard, castel Béranger, Rue Jean-de-La-Fontaine č. 14, 16. obvod
  - Georges Debrie, Rue du Roi-de-Sicile č. 24, 4. obvod
  - Charles Breffendille, Rue Croix-des-Petits-Champs č. 18, 1. obvod
  - Albert Walwein, Rue Réaumur č. 116, 2. obvod

- 1899:
  - Richard Bouwens van der Boijen, Rue de Lota č. 8, 16. obvod
  - Avenue de Breteuil č. 17, 7. obvod
  - Gabriel Ruprich-Robert, Avenue de Ségur č. 50, 15. obvod

- 1900:
  - Armand, Rue Danton č. 1, 6. obvod
  - Édouard Perrone, Rue Danton č. 3, 6. obvod
  - Goy, Rue Monsieur č. 21, 7. obvod
  - Hermant, Rue du Faubourg-Saint-Martin č. 85-87, 10. obvod
  - Paul Legriel, Rue de la Convention č. 170, 15. obvod
  - Le Voisenel, Rue Malakoff č. 81, 16. obvod

- 1901:
  - Jules Lavirotte, Lavirottův dům, Avenue Rapp č. 29, 7. obvod
  - Octave Raquin, Dům Les Arums, Rue du Champ-de-Mars č. 33, 7. obvod
  - Charles Labro, Rue de l'Abbaye č. 4-6, 6. obvod
  - Édouard Mizard, Rue Margueritte č. 2 a Boulevard de Courcelles č. 106, 17. obvod

- 1902:
  - Jacques Muscat, Rue de Bellechasse č. 45, 7. obvod
  - Henry Delage, Rue de Courcelles 164-166, 17. obvod

- 1903:
  - Charles Klein, Dům Les Chardons, Rue Claude-Chahu č. 9 a Rue Eugène-Manuel č. 2, 16. obvod
  - Charles Goujon, Rue Damrémont, 18. obvod

- 1904:
  - Rue de Luynes č. 5, 7. obvod
  - Rue de Bellechasse č. 36, 7. obvod

- 1905:

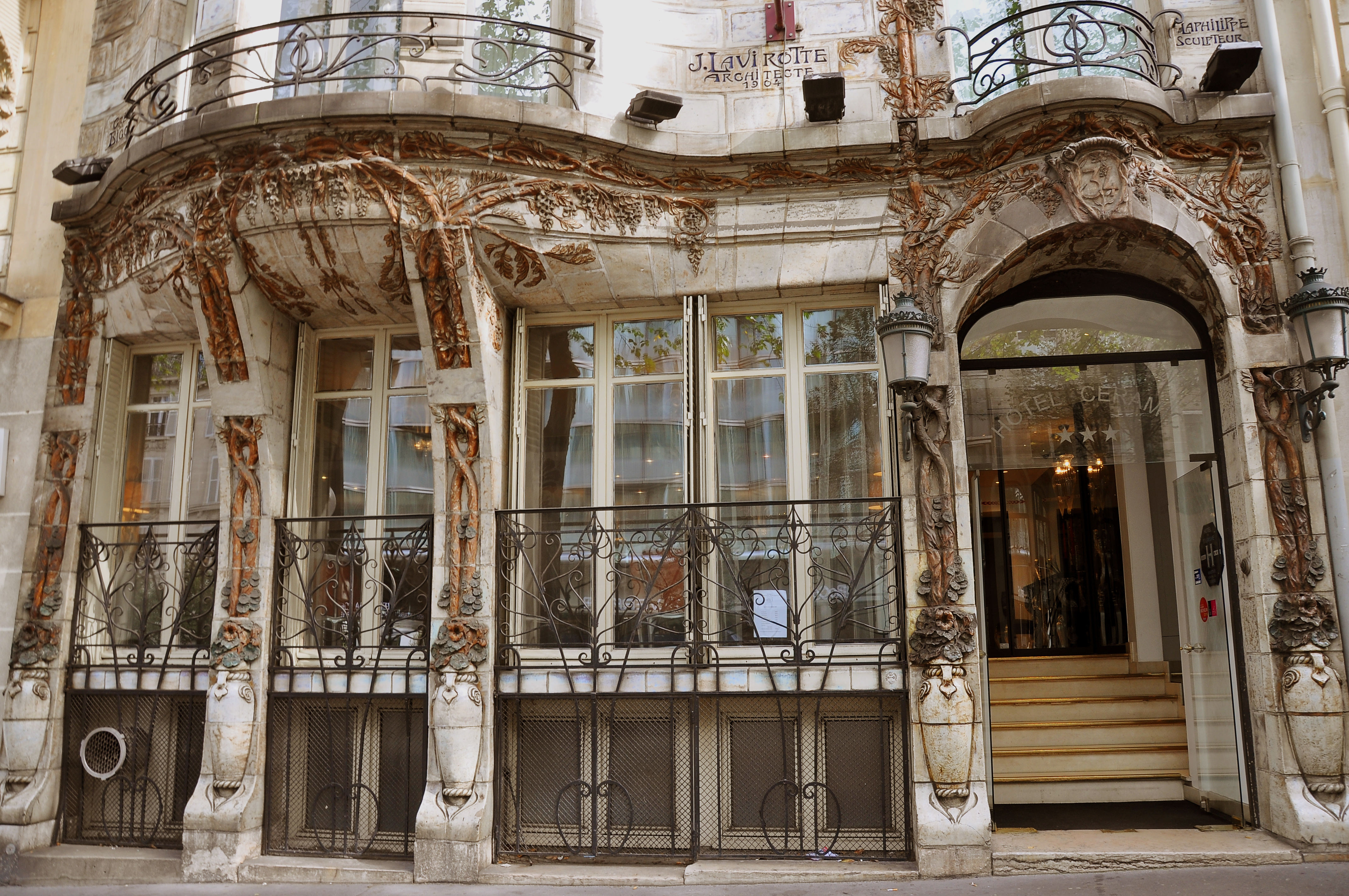
Detail fasády na Avenue de Wagram č. 34 (1905)

  - Jules Lavirotte, Céramic Hôtel, Avenue de Wagram č. 34, 8. obvod
  - Rue de Rivoli č. 48bis, 4. obvod
  - Hans-Georg Tersling, Rue de la Faisanderie č. 41-49, 16. obvod
  - Joseph Charlet a F. Perrin, Rue des Couronnes č. 43, 20. obvod

- 1906:
  - Rue de Grenelle č. 90, 7. obvod

- 1907:
  - Avenue Victor-Hugo č. 124, 16. obvod
  - Rue Théophile-Roussel č. 12, 12. obvod

- 1908:
  - Mourzelas, Avenue Parmentier č. 77, 11. obvod

- 1909:
  - Rue Pergolèse č. 64, 16. obvod
  - Henry Duray, Avenue de Camoëns č. 2, 16. obvod
  - Albert Turin a Maurice Turin, Rue Fessart č. 8, 19. obvod
  - Jules Formigé a Emmanuel Gonse, Rue Dufrenoy č. 6, 16. obvod
  - Rigaud, Charles Duval a Emmanuel Gonse, Rue aux Ours č. 6, 3. obvod

- 1910:
  - Avenue de Saxe č. 24, 15. obvod
  - Rue Verdi č. 4, 16. obvod
  - Joseph Charlet a F. Perrin, Rue Charles-Baudelaire č. 24-26, 12. obvod

- 1911:
  - Raoul Brandon, Rue de Charenton č. 199-201, 12. obvod
  - Rue Léon-Vaudoyer č. 2, 7. obvod
  - André Arfvidson, Rue Campagne-Première č. 31-31bis, 14. obvod

- 1912:
  - Charles Labro, Boulevard Suchet č. 19, 16. obvod
  - Ernest Picard a Gustave Umbdenstock, Avenue Henri-Martin č. 91 a Rue de la Tour č. 140, 16. obvod

- 1913:
  - Émile Molinié, Rue Lebouis č. 7, 14. obvod

- 1922-1923:
  - Raoul Brandon, Rue Huysmans č. 1-3, 6. obvod

- 1926:
  - Georges Albenque a Eugène Gonnot, Hameau du Danube, 19. obvod
  - Henri Sauvage, Boulevard Raspail č. 137, 6. obvod

- 1929:
  - Joseph Bassompierre, Emmanuel-Elisée Pontremoli, Paul de Rutté, Pierre Sirvin, Rue Antoine-Chantin č. 36 a Rue des Plantes č. 47, 14. obvod

- 1930:
  - Gabriel Brun, hôtel Regina de Passy, Rue de la Tour č. 6, 16. obvod